# Temporada 1992-93 de los Washington Bullets
La temporada 1992-93 fue la vigésima de los Bullets dentro del área metropolitana de Washington D. C. y la trigésimo segunda en sus diferentes localizaciones. La temporada regular acabó con 22 victorias y 60 derrotas, ocupando el decimocuarto puesto de la Conferencia Este, no logrando clasificarse para los playoffs.

## Elecciones en elDraft
| Ronda | Puesto | Jugador       | Posición | Nacionalidad   | Universidad          |
| ----- | ------ | ------------- | -------- | -------------- | -------------------- |
| 1     | 6      | Tom Gugliotta | PF       | Estados Unidos | North Carolina State |
| 2     | 32     | Brent Price   | PG       | Estados Unidos | Oklahoma             |

## Temporada regular
| División Atlántico | División Atlántico | División Atlántico | División Atlántico | División Atlántico | División Atlántico | División Atlántico | División Atlántico | División Atlántico |
| Equipo             | G                  | P                  | %                  | PD                 | Casa               | Fuera              | Div                |                    |
| ------------------ | ------------------ | ------------------ | ------------------ | ------------------ | ------------------ | ------------------ | ------------------ | ------------------ |
| y-New York Knicks  | 60                 | 22                 | .732               | —                  | 37–4               | 23–18              | 23–5               |                    |
| x-Boston Celtics   | 48                 | 34                 | .585               | 12                 | 28–13              | 20–21              | 19–9               |                    |
| x-New Jersey Nets  | 43                 | 39                 | .524               | 17                 | 26–15              | 17–24              | 14–14              |                    |
| Orlando Magic      | 41                 | 41                 | .500               | 19                 | 27–14              | 14–27              | 15–13              |                    |
| Miami Heat         | 36                 | 46                 | .439               | 24                 | 26–15              | 10–31              | 9–19               |                    |
| Philadelphia 76ers | 26                 | 56                 | .317               | 34                 | 15–26              | 11–30              | 11–17              |                    |
| Washington Bullets | 22                 | 60                 | .268               | 38                 | 15–26              | 7–34               | 7–21               |                    |

## Estadísticas
| Rk | Jugador          | Edad | P  | PT | MP   | TC  | TCI  | %TC   | T3  | T3I | %T3   | TL  | TLI | %TL  | RO  | RD  | RT  | AS  | RB  | TAP | BP  | FP  | PTS  |
| -- | ---------------- | ---- | -- | -- | ---- | --- | ---- | ----- | --- | --- | ----- | --- | --- | ---- | --- | --- | --- | --- | --- | --- | --- | --- | ---- |
| 1  | Harvey Grant     | 27   | 72 | 72 | 37.0 | 7.8 | 16.0 | .487  | 0.0 | 0.1 | .100  | 3.0 | 4.2 | .727 | 1.8 | 3.9 | 5.7 | 2.8 | 1.0 | 0.6 | 1.3 | 2.3 | 18.6 |
| 2  | Michael Adams    | 30   | 70 | 70 | 35.7 | 5.2 | 11.9 | .439  | 1.0 | 3.0 | .321  | 3.4 | 4.0 | .856 | 0.7 | 2.7 | 3.4 | 7.5 | 1.4 | 0.1 | 2.5 | 2.1 | 14.8 |
| 3  | Pervis Ellison   | 25   | 49 | 48 | 34.7 | 7.0 | 13.4 | .521  | 0.0 | 0.1 | .000  | 3.5 | 4.9 | .702 | 2.8 | 6.0 | 8.8 | 2.4 | 0.9 | 2.2 | 2.2 | 3.1 | 17.4 |
| 4  | Tom Gugliotta    | 23   | 81 | 81 | 34.5 | 6.0 | 14.0 | .426  | 0.5 | 1.7 | .281  | 2.2 | 3.5 | .644 | 2.7 | 6.9 | 9.6 | 3.8 | 1.7 | 0.4 | 2.8 | 2.4 | 14.7 |
| 5  | Larry Stewart    | 24   | 81 | 8  | 22.5 | 3.8 | 7.0  | .543  | 0.0 | 0.0 | .000  | 2.3 | 3.1 | .727 | 1.9 | 2.8 | 4.7 | 1.8 | 0.6 | 0.4 | 1.9 | 2.4 | 9.8  |
| 6  | LaBradford Smith | 23   | 69 | 33 | 22.4 | 3.8 | 8.3  | .458  | 0.1 | 0.3 | .348  | 1.6 | 1.8 | .858 | 0.4 | 1.2 | 1.5 | 2.7 | 0.8 | 0.1 | 1.5 | 2.6 | 9.3  |
| 7  | Doug Overton     | 23   | 45 | 13 | 22.0 | 3.4 | 7.2  | .471  | 0.1 | 0.3 | .231  | 1.3 | 1.8 | .728 | 0.6 | 1.8 | 2.4 | 3.5 | 0.7 | 0.1 | 1.6 | 1.8 | 8.1  |
| 8  | Rex Chapman      | 25   | 60 | 23 | 21.7 | 4.8 | 10.0 | .477  | 0.7 | 1.9 | .371  | 2.2 | 2.7 | .810 | 0.3 | 1.2 | 1.5 | 1.9 | 0.6 | 0.2 | 1.3 | 2.0 | 12.5 |
| 9  | Mark Acres       | 30   | 12 | 7  | 20.5 | 2.0 | 3.3  | .600  | 0.0 | 0.0 |       | 0.8 | 1.2 | .714 | 2.0 | 3.1 | 5.1 | 0.4 | 0.3 | 0.5 | 0.9 | 2.7 | 4.8  |
| 10 | Charles Jones    | 35   | 67 | 21 | 18.0 | 0.5 | 0.9  | .524  | 0.0 | 0.0 | .000  | 0.3 | 0.6 | .579 | 1.3 | 2.8 | 4.1 | 0.6 | 0.6 | 1.1 | 0.6 | 2.1 | 1.3  |
| 11 | Buck Johnson     | 29   | 73 | 19 | 17.6 | 2.6 | 5.5  | .479  | 0.0 | 0.0 | .000  | 1.3 | 1.7 | .730 | 1.1 | 1.6 | 2.7 | 1.2 | 0.5 | 0.2 | 1.0 | 2.6 | 6.5  |
| 12 | Brent Price      | 24   | 68 | 9  | 12.6 | 1.5 | 4.1  | .358  | 0.1 | 0.7 | .167  | 0.8 | 1.0 | .794 | 0.4 | 1.1 | 1.5 | 2.3 | 0.8 | 0.0 | 1.3 | 1.3 | 3.9  |
| 13 | Byron Irvin      | 26   | 4  | 2  | 11.3 | 2.3 | 4.5  | .500  | 0.3 | 0.3 | 1.000 | 0.8 | 1.5 | .500 | 0.5 | 0.5 | 1.0 | 0.5 | 0.3 | 0.0 | 1.0 | 1.3 | 5.5  |
| 14 | Don MacLean      | 23   | 62 | 4  | 10.9 | 2.5 | 5.8  | .435  | 0.0 | 0.1 | .500  | 1.5 | 1.8 | .811 | 0.5 | 1.4 | 2.0 | 0.6 | 0.2 | 0.1 | 0.7 | 1.3 | 6.6  |
| 15 | Greg Foster      | 24   | 10 | 0  | 9.3  | 1.1 | 2.5  | .440  | 0.0 | 0.0 |       | 0.2 | 0.3 | .667 | 0.8 | 1.9 | 2.7 | 1.1 | 0.0 | 0.5 | 0.9 | 1.7 | 2.4  |
| 16 | Steve Burtt      | 30   | 4  | 0  | 8.8  | 2.5 | 6.5  | .385  | 0.3 | 0.8 | .333  | 2.0 | 2.5 | .800 | 0.5 | 0.3 | 0.8 | 1.5 | 0.5 | 0.0 | 1.0 | 1.3 | 7.3  |
| 17 | Larry Robinson   | 25   | 4  | 0  | 8.3  | 1.5 | 4.0  | .375  | 0.0 | 0.3 | .000  | 0.8 | 1.3 | .600 | 0.3 | 0.5 | 0.8 | 0.8 | 0.3 | 0.3 | 0.3 | 0.0 | 3.8  |
| 18 | Chris Corchiani  | 24   | 1  | 0  | 3.0  | 1.0 | 1.0  | 1.000 | 0.0 | 0.0 |       | 0.0 | 0.0 |      | 0.0 | 0.0 | 0.0 | 0.0 | 0.0 | 0.0 | 0.0 | 1.0 | 2.0  |
| 19 | Alan Ogg         | 25   | 3  | 0  | 1.0  | 0.7 | 1.3  | .500  | 0.0 | 0.0 |       | 0.3 | 0.7 | .500 | 0.7 | 0.7 | 1.3 | 0.0 | 0.0 | 0.0 | 0.0 | 0.0 | 1.7  |

## Galardones y récords
| Jugador       | Galardón                            |
| Tom Gugliotta | Mejor quinteto de rookies de la NBA |